# František Dorník
František Dorník (18. června 1851 Jilemnice – 25. listopadu 1925 Jilemnice) byl rakouský a český politik, na počátku 20. století poslanec Českého zemského sněmu.

## Biografie
Působil jako měšťan v Jilemnice. Zde se veřejně a politicky angažoval. Byl předsedou okresního hospodářského spolku a opatrovník okresní školky.
Na počátku století se zapojil i do zemské politiky. Ve volbách v roce 1908 byl zvolen do Českého zemského sněmu v kurii venkovských obcí (volební obvod Vrchlabí, Rokytnice, Jilemnice). Politicky se uvádí coby člen České agrární strany. Kvůli obstrukcím se ovšem sněm fakticky nescházel.
Dne 29. října 1918 byl na ustavující schůzi Národního výboru v Jilemnici jako člen České agrární strany.